# Dynamo Charków
Dynamo Charków (ukr. ФК «Динамо» Харків) – ukraiński klub piłkarski z siedzibą w mieście Charków, w północno-wschodniej części kraju, grający w latach 1936–1937 oraz 1939–1940 w rozgrywkach Grupy B Mistrzostw ZSRR.

## Historia
Chronologia nazw:
- 1927: Dynamo Charków (ukr. «Динамо» Харків, ros. «Динамо» Харьков)
- 1946: klub rozwiązano
- 2014: Dynamo Charków (ukr. «Динамо» Харків)

Piłkarska drużyna Dynamo została założona w Charkowie w 1927 roku (niektóre źródła podają rok 1926 lub nawet 1925). Pierwsze wzmianki o Charkowskim Proletariackim Towarzystwie Sportowym "Dynamo" znajdują się w prasie okresowej z 1925 roku w kontekście drużyn piłki ręcznej i gorodkowej "Dynamo". Latem 1927 roku drużyna piłkarska "Dynamo" startowała w rozgrywkach mistrzostw miasta Charkowa w klasie G i zakończyła sezon na 5. miejscu w czwartej w hierarchii lidze charkowskiej.
Ale w 1928 roku wszystko zaczęło się zmieniać. Wiosną tego roku czołowi zawodnicy klubu Rabis-Szturm i inni reprezentanci Charkowa dołączyli do Dynama. W tym samym roku reprezentacja Charkowa, której trzon stanowili piłkarze Dynama, została mistrzem Ukraińskiej SRR. Większość zawodników Dynama była powoływana do reprezentacji Ukraińskiej SRR, która w 1928 roku zajęła drugie miejsce w mistrzostwach ZSRR.
W latach 1929, 1932 i 1934 klub zwyciężył w mistrzostwach związku ukraińskiej filii towarzystwa "Dynamo", w 1931 i 1933 został wicemistrzem, a w 1935 brązowym medalistą.
Wiosną 1936 zespół startował w Mistrzostwach ZSRR w Klasie B. Przed siódmą kolejką klub wycofał się z rozgrywek po rozegraniu trzech meczów i trzech nieobecnościach z powodu choroby zawodników. Rozegrane mecze zostały odwołane i klub stracił miejsce na drugim poziomie. Jesienią 1936 oraz w 1937 występował w Klasie W. Również w 1937 roku zdobył brązowe medale mistrzostw Ukraińskiej SRR. W 1938 rozgrywki odbyli się tylko w Klasie A, jednak klub nie zakwalifikował się do grona najlepszych 26 zespołów. W 1939 i w 1940 ponownie występował w Klasie B. Również w latach w 1936–1939 uczestniczył w rozgrywkach Pucharu ZSRR.
Na początku 1940 roku Decyzją Rady Centralnej Towarzystwa "Dynamo" zespoły Dynama zostały zdjęte z rozgrywek Mistrzostw ZSRR.
Po zakończeniu II wojny światowej klub brał udział (bezskutecznie) w rozgrywkach Pucharu Ukraińskiej SRR w 1945 i 1946 roku, a następnie na wiele lat zniknęło z piłkarskiej mapy Ukrainy.
Dopiero 1 sierpnia 2014 roku klub piłkarski Dynamo został reaktywowany wraz z otwarciem dziecięcej szkoły piłkarskiej. Dzieci w różnym wieku, od 4 do 16 lat klubu biorą udział w zawodach międzynarodowych i miejskich. Od 2019 roku drużyny U-17 i U-15 biorą udział w Mistrzostwach Ukrainy DJuFL.

## Sukcesy
- Grupa B Mistrzostw ZSRR:
  - 4.miejsce (1x): 1940
- Puchar ZSRR:
  - 1/8 finału (1x): 1939
- Mistrzostwa Ukraińskiej SRR:
  - brązowy medalista (1x): 1937
- Mistrzostwa związku ukraińskiej filii towarzystwa "Dynamo":
  - mistrz (3x): 1929, 1932, 1934
  - wicemistrz (2x): 1931, 1933
  - brązowy medalista (1x): 1935
- Mistrzostwa Charkowa:
  - mistrz (6x): 1928, 1930, 1932, 1933 (w), 1934, 1935 (w)